# Edmond Classen
Pour les articles homonymes, voir Classen.
Edmond Classen, né le 16 mai 1938 à Arnhem et mort le 27 janvier 2014 dans la même ville,, est un acteur néerlandais.

## Carrière
Il est le père de l'actrice et présentatrice Kiki Classen.

## Filmographie

### Cinéma et téléfilms
- 1963 : Het grote begin : Le deuxième conteur
- 1965 : Jij en ikke : Le conseiller juridique de la M. E.A. Perelaer
- 1967 : De dood van een handelsreiziger : Happy
- 1974 : Kamer 17 : Toon
- 1975 : Klaverweide (nl) : Van Leeuwen
- 1975 : Amsterdam 700 : Le maire Keizer
- 1977 : De Vergaderzaal : L'organisateur de la réunion
- 1977 : Tijdschrift : Le professeur
- 1978 : Dubbelleven (nl) : Le professeur de géographie
- 1978 : Doodzonde (nl) : Le développeur de projet
- 1979 : Dokter Glas : Markel
- 1981 : Come-Back (en) : Arts
- 1985 : De kip en het ei (nl) : Kok
- 1986 : Op hoop van zegen : Le garde du champ numéro 1
- 1988 : Medisch Centrum West (nl) : Theo Kruiswijk
- 1989 : Trouble in Paradise : Anton Meyer
- 1989-1990 : Spijkerhoek (nl) : Wethouder Derks
- 1990 : Ava et Gabriel : Gov. Van Hansschot
- 1990 : Goede tijden, slechte tijden : Le rechercher Arthur Franssen
- 1990-1995 : Vrienden voor het leven (nl) : Le grand-père de Bie
- 1991 : Vreemde praktijken (nl) : Weyers
- 1991 : Ha die Pa! (nl) : L'employé de banque
- 1992 : Niemand de deur uit (nl) : L'employé de banque
- 1993 : Pleidooi (nl) : Rechter Trilsbeek
- 1993 : Coverstory (nl) : Hein Schipper
- 1993-1998 : Flodder (nl) : L'échevin
- 1995 : Flodder 3 (en) : L'officier
- 1995 : Het Zonnetje in Huis (nl) : JP
- 1997 : 12 steden, 13 ongelukken (nl) : Wim
- 1997 : SamSam (nl) : Le détective vocal
- 1998 : Goudkust (nl) : Le maire
- 1999 : De zeven deugden : Le père
- 2000 : Toen was geluk heel gewoon (nl) : Directeur des Martos
- 2000 : Lijmen/Het been : Hamers
- 2001-2003 : Oppassen!!! (nl) : Rogier van Cleef
- 2003 : Bergen Binnen (nl) : Rogier van Cleef
- 2003 : Sinterklaas en het gevaar in de vallei (nl) : L'Inspecteur Rond
- 2006 : Grijpstra & de Gier (nl): Arie Mutsaars
- 2011 : Flikken Maastricht : Dieter Groothuis
- 2012 : Black Out : Charles